# Ментейт, Джон
Сэр Джон Ментейт из Раски и Нэпдейла (ок. 1275 — ок. 1329) — шотландский дворянин во время войн за независимость Шотландии. Он известен тем, что захватил сэра Уильяма Уоллеса в 1305 году, а затем присоединился к королю Шотландии Роберту I Брюсу и получил за свою службу крупные земельные гранты в Нэпдейле и Кинтайре. Он описывается как «опекун» графства Ментейт, поскольку его внучатый племянник Алан II, граф Ментейт, был несовершеннолетним после смерти Алана I, графа Ментейта.

## Биография
Джон был младшим сыном Уолтера Баллока Стюарта (? — 1293/1294) и Марии I, графини Ментейт, дочери Мердока II, графа Ментейта. Джон владел манором Раски в Стирлингшире. Джон был участником Тернберри-Бонд со своим отцом Уолтером Стюартом и Брюсами, который был подписан в замке Тернберри 20 сентября 1286 года.
Вместе со своим старшим братом Александром Джон де Ментейт участвовал в сопротивлении английскому королю Эдуарду I Плантагенету, и оба были захвачены в плен после битвы при Данбаре 27 апреля 1296 года. В то время как Александр был освобожден после присяги на верность, Джон оставался заключенным в Ноттингемском замке в Англии до августа 1297 года, когда английский король Эдуард освободил Джона из тюрьмы, дав клятву и обеспечив безопасность для службы с королем в кампании 1297 года во Фландрии.

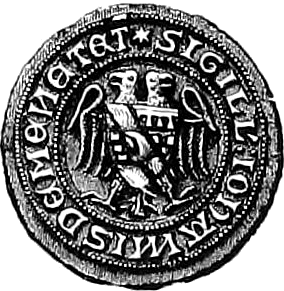
Печать Джона де Ментейта (около 1297 года)

Джон де Ментейт был назначен констеблем Леннокса и опустошал земли сторонников короля Англии Эдуарда в Ленноксе в 1301 году. Джон был послан в 1303 году для заключения мира с англичанами, но воздержался от выполнения своей миссии. К 1303 году Джон де Ментейт подчинился и восстановил благосклонность английского короля Эдуарда, так как 20 марта 1304 года Джон был назначен смотрителем замка, города и шерифа Дамбартона. Король Англии Эдуард был заинтересован в том, чтобы обеспечить укрепление в качестве основного пути доступа в Шотландию по морю.
Джон де Ментейт, как шериф Дамбартон, вероятно сговорился, в 1305 году, с Эмером де Валенсом, 2-м графом Пембруком, и Робертом Клиффордом, 1-м бароном Клиффордом, в приходской церкви в городе Рутерглен, Южный Ланаркшир, чтобы захватить сэра Уильяма Уоллеса и передали его английскому капитану Шотландии Джону Сегрейву, 2-му барону Сегрейву. За эту услугу он был вознагражден землями и титулами. За это Джон был помечен как предатель и получил современное прозвище Фауз Ментейт («Ментейт вероломный, лживый»).
Английский хронист Питер Лангтофт утверждает, что Джон де Ментейт обнаружил Уильяма Уоллеса благодаря предательской информации Джека Шорта, слуги Уоллеса, и что он пришел под покровом ночи и схватил его в постели. Отрывок в «Скалахронике», цитируемый Джоном Лиландом, отмечает: «Уильям Уоллис был взят графом Ментейтом, около Глазго, и отправлен королю Эдуарду, а после был повешен, выпотрошен и четвертован в Лондоне».
Джон де Ментейт был назначен одним из представителей шотландских баронов в парламенте обеих наций, который собрался в Лондоне в сентябре 1305 года, и был избран в шотландский совет, который был назначен для оказания помощи Джону Бретонскому, новому хранителю Шотландии, в интересах Англии. 1 июня 1306 года Джон де Ментейт получил от Эдуарда графство Леннокс, а 15 июня он получил должность пожизненного хранителя замка, города и шерифа Дамбартона. Джон вернулся в Шотландию в октябре.
Король Англии Эдуард Плантагенет обратился к Джону де Ментейту в декабре 1307 года с просьбой поддержать против мятежного Роберта де Брюса, однако Джон отказался от своего графства Леннокса, присоединившись к Брюсу. Король Шотландии Роберт I наградил Джона крупными манорами в Нэпдейле и Кинтайре. В марте 1308 года Джон был в числе шотландских магнатов, которые написали королю Франции Филиппу IV от имени нации, а в 1309 году он был отправлен с сэром Нейлом Кэмпбеллом для переговоров с Ричардом де Бургом, графом Ольстером, получив 21 августа охранную грамоту от короля Англии Эдуарда II Плантагенета. Английские земли Джона были конфискованы за его измену. В 1316 году ему было поручено вместе с Томасом Рэндольфом, графом Мореем, вести переговоры от имени Роберта Брюса о перемирии с англичанами. Джон де Ментейт оставался тесно связан с королевским двором, о чем свидетельствуют многочисленные королевские грамоты, которые он засвидетельствовал, был в парламенте в Арброте в апреле 1320 года и подписал Арбротскую декларацию, отправленную баронами Шотландии папе римскому Иоанну XXII.
Джон де Ментейт был одним из участников переговоров о тринадцатилетнем перемирии между Робертом Брюсом и англичанами, подписанном 30 мая 1323 года, и присутствовал на шотландском совете в Берике в июне. Последние зарегистрированные гранты ему были предоставлены в 1329 году, во время несовершеннолетия короля Шотландии Давида II Брюса.

## Дети
У Джона де Ментейта, от неизвестной супруги было трое детей:
- Сэр Джон де Ментейт Младший, женился на Хелен, дочери Гартната, графа Мара
- Сэр Уолтер де Ментейт
- Джоанна де Ментейт, 1-й муж — Мализ, 7-й граф Стратерн (? — ок. 1329), 2-й муж — Джон Кэмпбелл, 1-й граф Атолл (? — 1333), 3-й муж — Морис де Моравиа, граф Стратерн (1276—1346), 4-й муж — Уильям де Моравиа, 5-й граф Сазерленд (? — 1370).